# Храм Симеона Богоприимца (Тюмень)
Храм святого праведного Симеона Богоприимца — православный храм в Центральном округе Тюмени.

## История
Здание храма было построено для сиропитательного заведения (сиротского приюта) в 1871 году. Строительство финансировалось купцом первой гильдии, почетным гражданином Тюмени Семёном Михайловичем Трусовым. Этот приют был назван Владимирским в честь посещения Тюмени Его Императорским Высочеством Великим князем Владимиром Александровичем. Семён Трусов стал и попечителем приюта.
В этом приюте обычно жили 20-50 детей, родители которых умерли или же были не в состоянии их прокормить. В приюте для воспитанников работала церковно-приходская школа, срок обучения в которой составлял четыре года. Здесь же их обучали ремёслам, а по взрослении им находили работу.
Семён Трусов в 1879 году подал прошение в Тюменскую городскую Управу, а также к Тобольскому губернатору и епископу Ефрему о строительстве домовой церкви. После смерти купца строительством церкви занялась его дочь Фотина Семёновна Серебрякова. К 1885 году церковь была построена, а 22 июня того же года она была освящена в честь святого праведного Симеона Богоприимца и приписана к Успенскому храму. В 1888 году храм был выделен в самостоятельную церковь со священником и псаломщиком. У храма был дубовый иконостас, выполненный мастерами из Москвы. Стены и купол храма были окрашены масляной краской в сиреневый цвет, на них были нанесены изображения, напоминающие храм Христа Спасителя. В куполе была картина Господа Саваофа с младенцем на груди, а на четырёх подкупольных склонах — изображения четырёх евангелистов.
После Октябрьской революции в 1920 году храм был закрыт советскими властями. В 1930 году в здании храма располагалась Совпартшкола, с 1944 года — педагогическое училище № 1, а в 1963—1999 годах здесь находился морфологический корпус Тюменского мединститута.
В 1999 году здание храма было возвращено Тобольско-Тюменской епархии. В 2000—2004 годах храм был отреставрирован, 4 марта 2004 года он был освящён, а на его куполах были установлены кресты.

## Храм сегодня
В историческом здании бывшего Владимирского сиропитательного заведения ныне размещается Тюменское благочиние Тобольско-Тюменской епархии. Здесь работают Епархиальный паломнический отдел и библиотека Знаменского кафедрального собора и Тюменского благочиния.
В 2000—2006 годах настоятелем храма был иерей Вячеслав Горшков, в 2006—2007 годах — иерей Григорий Мансуров, в 2007 году — протоиерей Сергий Швалев, в 2008 году — протоиерей Андрей Сбитнев, с 2024 года — благочинный протоиерей Михаил Безукладников.